# Farkasházi Réka
Farkasházi Réka (Cegléd, 1977. augusztus 16. –) magyar színésznő, műsorvezető, színház- és drámapedagógus, szinkronszínész.

## Élete
Édesapja Farkasházi István népművelő, édesanyja, Weisz Zsuzsanna kozmetikus, egy húga van, Eszter (1984).
Elek Judit Ébredés című filmjében 17 évesen (1994) mutatkozott be. Érettségije után felvették a Gór Nagy Mária Színitanodába. Az Eötvös Loránd Tudományegyetemen művelődésszervező szakos diplomát szerzett (2002). A Veszprémi Pannon Egyetemen színház- és drámapedagógusként végzett 2013-ban.
1998-ban bekerült a Barátok közt című sorozatba. 2001-ben férjhez ment Sárközy Bencéhez, aki a gimnáziumban egy évvel alatta járt. Az esküvő után, 3 évvel később (2004) megszületett kisfiuk, Benjamin, 2009-ben Rebeka, 2018-ban pedig Tamara. 
2004-ben Juga Veronikával megjelentették Csemetéink csemegéi című könyvüket. 2005-ben megjelent Samunadrág című gyereklemeze, amelyen Kukorelly Endre megzenésített verseit énekli. 2010-ben Hajnali csillag peremén címmel a második lemeze is elkészült, melyet 2011-ben Fonogram díjra jelöltek. Az eltelt években több száz koncertet adott zenekarával az ország számos pontján.
2006-ban a Szombat esti láz 2. szériájában Angyal Andrással táncolt. A Karinthy Színházban az Acélmagnóliákban a világ legcsinosabb lányát, az Őrült nászban a lokál táncosnőjét alakította. 2007-ben szerepet kapott Szőke András Hasutasok című filmjében. 2010-ben a Játékszín csapatába került. 2012 májusában indították Gubás Gabival közös blogjukat a www.anyakanyar.hu-n.

## Szerepek

### Színházi szerepek
- Neil Simon: Furcs pár (Női változat)... Sylvie (2009 – Óbudai Művelődési Központ)
- Szeredás András: A szerelmes nagykövet... Debbie, a nagykövet lánya (2008 – Budaörsi Játékszín)
- Andrew Bergman: Társasjáték New Yorkban... Barbara (2007 – Budaörsi Játékszín)
- Claude Magnier: Oscar... Jacqueline, az összeesküvő (2007 – Budaörsi Játékszín)
- Robert Harling: Acélmagnóliák... Shelby Eatenton–Latcherie (2006 – Karinthy Színház)
- Szigligeti Ede: Fenn az ernyő nincsen kas (2006 – Szentendrei Teátrum
- Vajda Anikó: Őrült nász avagy esküvő a lokálban... Cecilé, táncos lány (2005 – Karinthy Színház)
- Magyar Attila: Álmodozók a falvédőről (2005 – Vidám Színpad)
- Pam Gems: Szivecskéim... Stas (2002 – IBS Színpad)
- Shakespeare: Vihar Miranda R.: Ádám Tamás (1999)
- Molnár Ferenc: Ibolya (vizsga ea.) Ibolya (1999)
- Lorca: Vérnász (vizsga ea.) Menyasszony R.: Nagy Zoltán 2000–GNM)
- Bergmann: Rítus, Persona Alma nővér R.: Ádám Tamás (2000– GNM)
- Grimm fivérek: Csipkerózsika... Csipkerózsika (1995 – Fővárosi Nagycirkusz)
- Paul Schönthan–Franz Schönthan: A szabin nők elrablása... Etelka (2010 – Játékszín)
- Spiró György: Elsötétítés... Nő (2003 – Szegedi Pinceszínház)
- Ephraim Kishon: A házasságlevél Ajala R.: Besenczi Árpád, 2011
- Louis Velle: Szenteltvíz és kokain Nicolette R.: Straub Dezső, 2012
- Gyárfás Miklós: Tanulmány a nőkről: Dr. Képes Vera (2013, Budaörsi Játékszín)
- Jókai Anna: Fejünk felől a tetőt Eszter (2013, IISZT)

### Televíziós szerepek
- Az Ébredés (1995)
- Gyilkos kedv (1997)
- Família Kft. (1997)
- Vakvagányok (2001)
- Na végre, itt a nyár! (2002)
- Ultra (2003)
- Hasutasok (2007)
- Barátok közt (1998–2003, 2004–2005, 2008, 2021)
- 1998-ban a Szonjavadász című 30 perces kísérleti film
- 2008-ban a Vacsoracsatában
- 2007-ben az MTV ünnepi műsorában
- Szombat esti láz 2. szériájában (2006)
- 2010-ben a Hal a tortánban
- A tanár (2018)
- Keresztanyu (2021–2022)
- Aranybulla (2022)

### Műsorvezetőként
- Reggeli, RTL Klub
- Zseniális, Vitál tv
- Életreceptek, Vitál tv
- Tejben-vajban – Wellnesstúrák Magyarországon, Vitál tv
- Párbaj, ATV
- Humorbajnokság, ATV
- Nő Háromszor, ATV
- Jam light, ATV
- Start plusz, ATV

## Szinkronszerepei

### Anime/Rajzfilm
- Jégvarázs (2013) – Elza, a Hókirálynő
- A kertvárosi gettó – Sarah Dubois
- Csingiling – Rozetta
- Csingiling és az elveszett kincs – Rozetta
- Csingiling és a nagy tündérmentés – Rozetta
- Hellsing – Seras Victoria
- Ralph lezúzza a netet (2018) – Elza
- Volt egyszer egy stúdió (2023) – Elza

### Filmek
- Csajos Buli (Nikki – Janet Montgomery)
- Kegyetlen játékok (Clorissa – Ginger Williams)
- Mi kell a nőnek?
- Amerikai pite 2.
- Nincs több suli (Becky Detweiller – Melissa Joan Hart)
- A pokolból (Ada – Estelle Skomik)
- Doktor Szöszi 2.
- Nem férek a bőrödbe (Stacey Hinkhouse – Julie Gonzalo)
- Végső állomás 2. (Shaina – Sarah Carter)
- Jó társaság (Kimberly – Selma Blair)
- A néző (Valeria – Barbora Bobulova)
- Scooby-Doo 2. – Szörnyek póráz nélkül (Idegesítő lány – Lisa Ann Beley)
- Van Helsing
- Van Helsing – A londoni küldetés (Victoria fiatalon – Tara Strong)
- Azt beszélik... (Annie Huttinger – Mena Suvari)
- A dicsőség zászlaja (Pauline Harnois – Melanie Lynskey)
- A lét elviselhetetlen könnyűsége (Tereza – Juliette Binoche)
- Úton

### Sorozatok
- Az egység (Betsy Blane – Angel M. Wainwright)
- A királyi ház titkai (Dzsang Hibin – I Szojon)
- A házasság buktatói – Eylül – Büşra Yılmaz
- A Bárka (Estela-Giselle Calderon)
- Grand Hotel (Alicia)
- Magic City (Lily)
- Ne hagyj el! (Nuria Murat – Laura Carmine)
- Leona bosszúja (Camila Torrenegro – Gaby Platas)

## Családja
Édesapja Farkasházi István, Bessenyei György-díjas (2009) népművelő, a Zagyvarékasi Móricz Zsigmond Művelődési Ház és Könyvtár kulturális menedzsere, a Magyar Kultúra Lovagja (Falvak Kultúrájáért Alapítvány díja a kulturálisan hátrányos helyzetű települések életminőségének fejlesztése, a kulturális örökség ápolása, valamint az egyenrangú kultúrák együttműködésének elősegítésére). 2024. júniusában amiotrófiás laterálszklerózist (ALS) diagnosztizáltak nála. 2025. január 20-án elhunyt Farkasházi István. Édesanyja Farkasháziné Weisz Zsuzsa, kozmetikus. Férje Sárközy Bence, a Libri kiadó ügyvezető igazgatója. Fia, Benjámin, 2004. február 14-én született. Idősebb lánya, Rebeka 2009. május 24-én született. Fiatalabb lánya, Tamara 2018. június 4-én született.

## Érdekesség
- 2008-ban az Egészségügyi Minisztérium Diaktív Programjának támogatója volt.

## Képtár

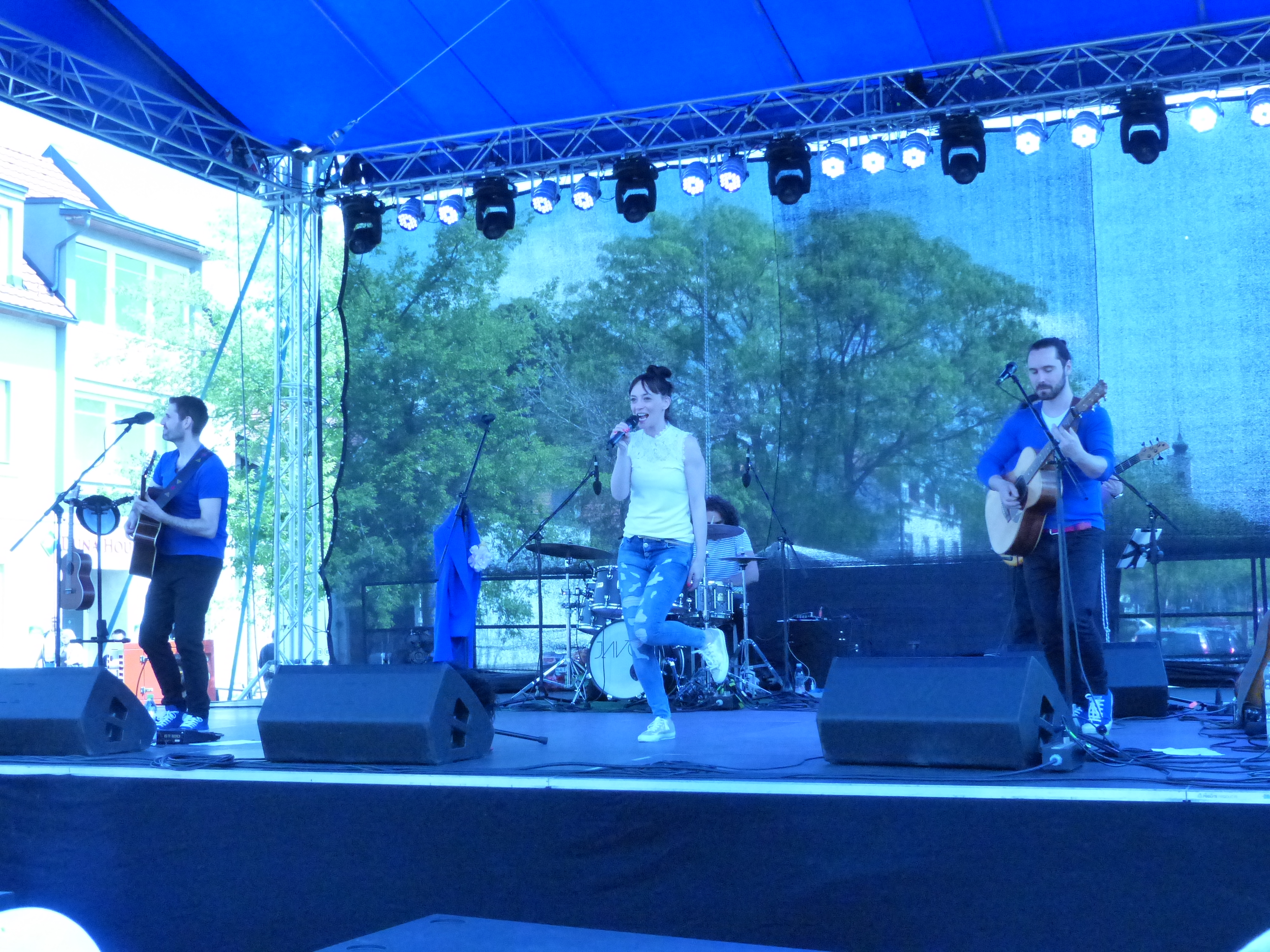
Farkasházi Réka és a Tintanyúl zenekar
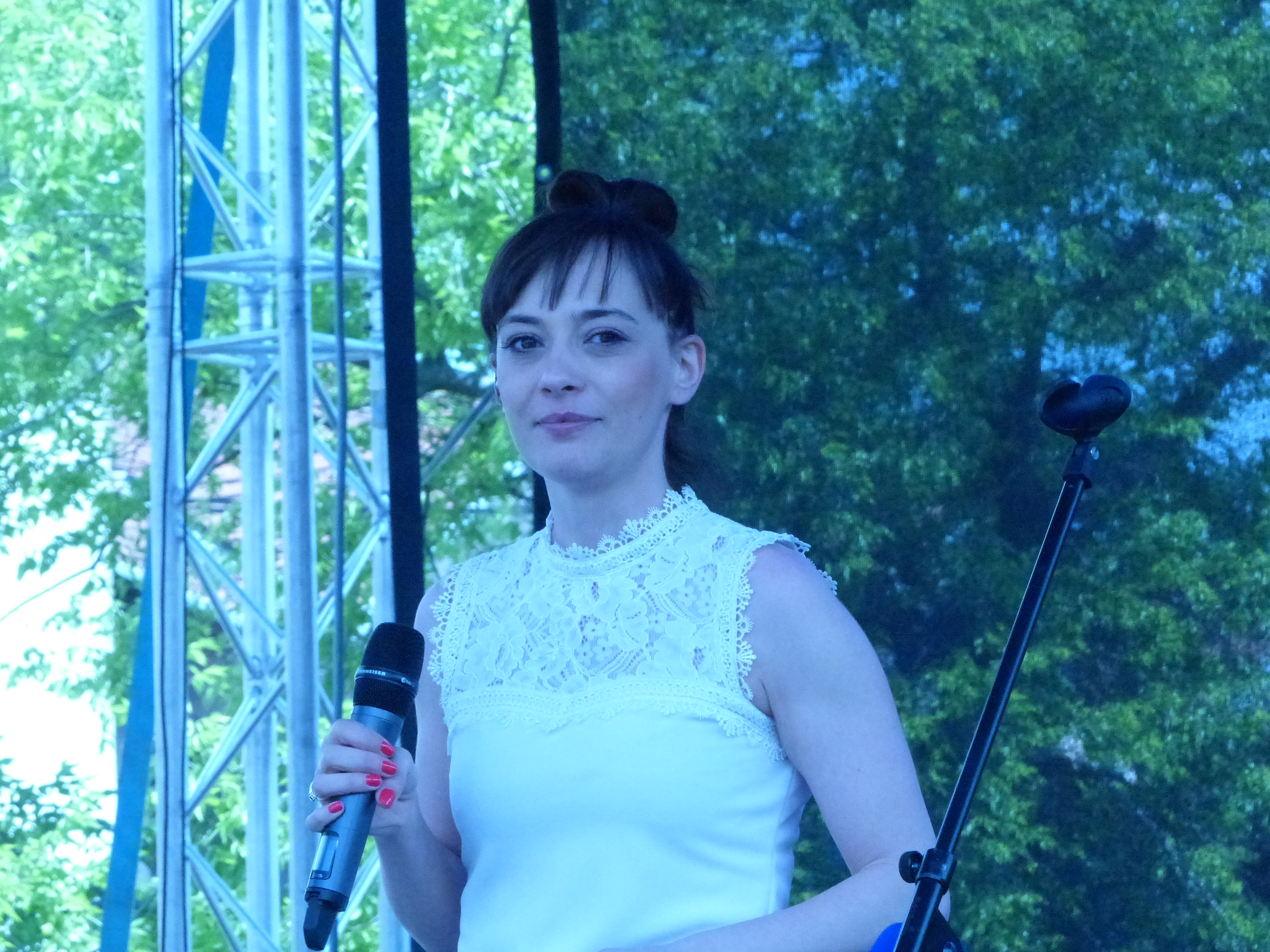
Farkasházi Réka
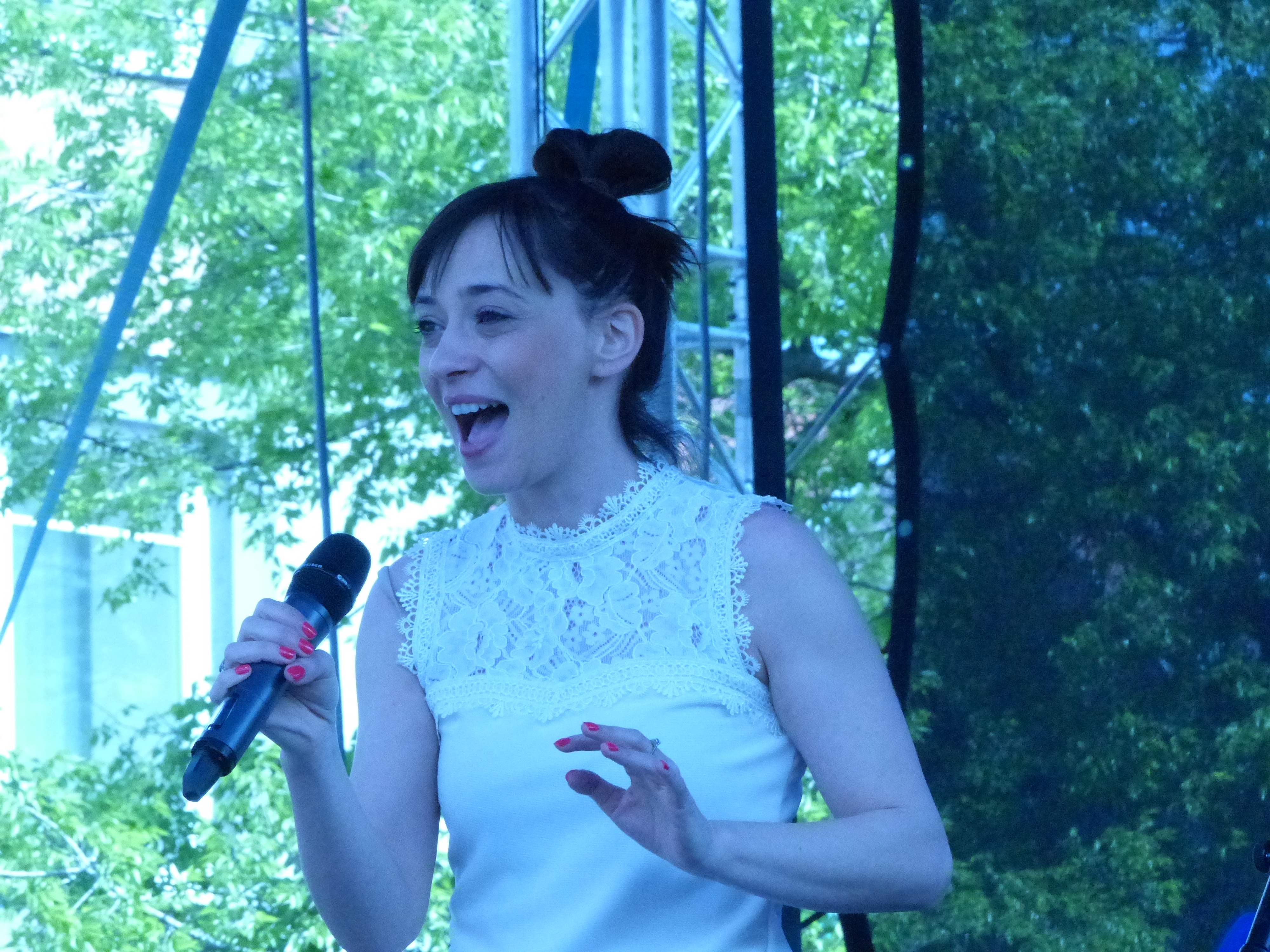
Farkasházi Réka
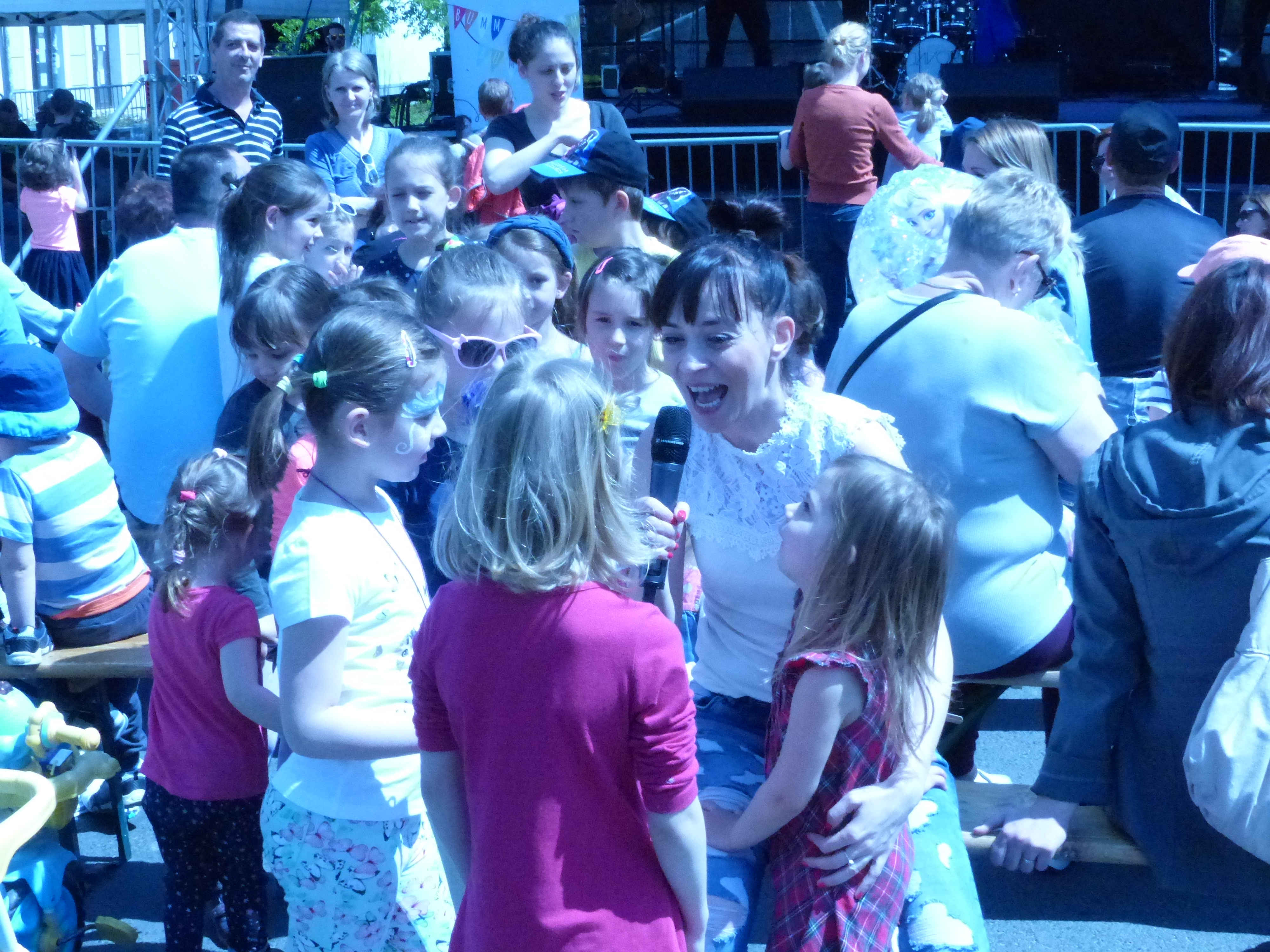
Farkasházi Réka